# Selvíria
Selvíria é um município brasileiro da região Centro-Oeste, situado no estado de Mato Grosso do Sul. A cidade ficou conhecida como a Dádiva da Represa de Ilha Solteira, pois recebeu muitos operários para a construção da represa situada no rio Paraná.

## História
Em fins dos anos cinquenta estavam prontos os estudos para o início da obra de construção de uma grande usina hidroelétrica que receberia o nome da Ilha Solteira no Rio Paraná. Em 1963 as obram tem início e logo haveria grande afluxo de trabalhadores de toda a região e estados vizinhos para a cidade-dormitório que se formou no lado paulista. A CESP, construtora da usina em pouco tempo tinha 30 mil pessoas em sua vila, e estimulava o loteamento do povoado que se formava do outro lado, no então Estado de Mato Grosso. Definido o local onde seria construída a barragem de "Ilha Solteira", João Selvírio de Souza, com a colaboração de Norival Ventura da Silva e Aldo de Queiroz, resolveram implantar uma nova cidade. A locação do loteamento foi entregue a Sebastião Siqueira Júnior a qual, em dezembro de 1965 já haviam sido vendidos cerca de 600 lotes. Prova eloqüente do interesse despertado pela nova cidade.
Os motivos eram óbvios: diminuir o peso de tanta gente dentro de suas instalações e minimizar problemas de habitação, segurança e até da prostituição que tanta população masculina atraia. E assim surgiu o loteamento de Selviria, assim chamada em razão de estar localizada em terras do fazendeiro João Selvirio de Souza, um visionário que soube captar o momento histórico de criar uma vila e lucrar com venda das terras do cerrado. Em 1974, com o fim das obras da usina e consequente migração da mão-de-obra dos peões para outras hidroelétricas, como Rosana, Nova Avanhandava e Água Vermelha, a vila de Selvíria começou a definhar acompanhando a fuga de recursos. Era então uma vila-dormitório e crescera à sombra da CESP, mas agora o filão escasseava.
Foi elevada a Distrito de Três Lagoas pela lei 3.737, de 4 de maio de 1976 e o município criado pela lei 79, de 12 de maio de 1980, sendo instalado em 16 de junho de 1981. Selvíria até hoje espera os royalties prometidos pela inundação de suas terras pela grande usina, pendência política que segue sem solução.

## Geografia

### Localização
O município de  está situado no sul da região Centro-Oeste do Brasil, no Leste de Mato Grosso do Sul (Microrregião de Paranaíba). Localiza-se a uma latitude 20º22'02" sul e a uma longitude 51º25'08" oeste. Distâncias:
- 410 km de Campo Grande(MS), capital estadual.
- 798 km de Brasília, capital federal.
- 690 km de São Paulo, metrópole nacional (São Paulo)
- 76 km de Três Lagoas(MS)
- 12 km de Ilha Solteira(SP)
- 54 km de Aparecida do Taboado(MS)
- 110 km de Inocência(MS)
- 102 km de Paranaíba(MS)

### Geografia física
Solo
Verifica-se a predominância de Latossolo Vermelho-Escuro de textura média e caráter álico, seguido pelos Argissolos, de textura média e fertilidade natural variável, e Alissolos e algumas áreas de Planossolos.
Relevo e altitude
Está a uma altitude de 357 m. O norte do município apresenta um terreno mais movimentado, com modelados de dissecação colinosos que dão uma topografia ondulada. O restante da área é composto basicamente por relevos tabulares, sendo que, na medida em que se aproxima da calha do Rio Paraná, a inclinação das vertentes vai se ondulando. O município é composto por uma Região Geomorfológica, Região dos Planaltos AreníticoBasálticos Interiores, com as Unidades: Divisores Tabulares dos Rios Verde e Pardo e Patamares da Serra do Aporé.
Apresenta relevo plano, geralmente elaborado por várias fases de retomada erosiva, com  relevos elaborados pela ação fluvial e áreas planas resultante de acumulação fluvial sujeita a inundações periódicas.
Clima, temperatura e pluviosidade
Está sob influência do clima tropical (AW). Apresenta clima Sub-úmido, com índice efetivo de umidade com valores anuais variando de 0 a 20%. A precipitação pluviométrica anual varia de 1.200 a 1.500mm. Excedente hídrico anual de 400 a 800mm durante três a quatro meses e deficiência hídrica de 500 a 650mm durante cinco meses. As temperaturas dos meses mais frios são maiores que 15 °C e menores que 20 °C. 
Hidrografia
Está sob influência da Bacia do Rio da Prata. Rios do município:
Rio Paraná
Rio formado pela confluência dos rios Paranaíba (nasce em Goiás) e o Grande (cujas cabeceiras ficam na serra da Mantiqueira, em Minas Gerais), faz divisa entre Selvíria neste Estado e o Estado de São Paulo.
Outros rios
- Rio Pântano: afluente pela margem direita do rio Paraná, com limite entre os municípios de Aparecida do Taboado e Selvíria, no seu baixo curso.
- Rio Sucuriú: afluente pela margem direita do rio Paraná. Faz divisa entre os municípios de Selvíria e Três Lagoas, com extensão de 450 km. Nasce no município de Costa Rica, na divisa com o Estado de Goiás e deságua pouco acima da cidade de Três Lagoas. Apresenta muitas cachoeiras, principalmente na parte superior.

Vegetação
Se localiza na região de influência do Cerrado. A cobertura vegetal predominante é a pastagem plantada, seguida da Savana (Cerrado). Em 
menores proporções se distribuem várzeas e reflorestamento.

### Geografia política
Fuso horário
Está situada a -1 hora com relação a Brasília e -4 com relação ao Meridiano de Greenwich (Tempo Universal Coordenado), embora no município seja utilizado o Horário de Brasília.
Área
Ocupa uma superfície de de 3 258,653 km².
Subdivisões
Além da sede, constitui ainda o bairro Véstia, outrora chamada de Guadalupe do Alto Paraná, um distrito cuja fundação desta remonta ao início do século XX.
Fazem parte também do município, três assentamentos rurais: Alecrim, São Joaquim e Canoas.
Arredores
Ilha Solteira-SP, Aparecida do Taboado, Três Lagoas e Inocência.

## Demografia
Sua população estimada em 2011 era de 6.303 habitantes.